# Stolac
Stolac (escucharⓘ) es un municipio y localidad de Bosnia y Herzegovina. Se encuentra en el cantón de Herzegovina-Neretva, dentro del territorio de la Federación de Bosnia y Herzegovina. La capital del municipio de Stolac es la localidad homónima.

## Localidades
En 1991, el municipio de Stolac estaba compuesto por las siguientes localidades:
- Aladinići.
- Barane.
- Berkovići.
- Bitunja.
- Bjelojevići.
- Borojevići.
- Brštanik.
- Burmazi.
- Crnići-Greda.
- Crnići-Kula.
- Dabrica.
- Do.
- Hatelji.
- Hodovo.
- Hrgud.
- Komanje Brdo.
- Kozice.
- Kruševo.
- Ljubljenica.
- Ljuti Do.
- Meča.
- Ošanjići.
- Pješivac-Greda.
- Pješivac-Kula.
- Poplat.
- Poprati.
- Predolje.
- Prenj.
- Rotimlja.
- Stolac.
- Strupići.
- Suzina.
- Šćepan Krst.
- Trijebanj.
- Trusina.
- Žegulja.

Tras los acuerdos de Dayton, las localidades de Berkovići, Bitunja, Brštanik, Dabrica, Hatelji, Ljubljenica, Ljuti Do, Meča, Poplat, Predolje, Strupići, Suzina, Šćepan Krst, Trusina et Žegulja, así como parte de Burmazi, Do, Hodovo y de Hrgud se separaron para formar el nuevo municipio de Berkovići, en la República Srpska. Desde entonces, el municipio de Stolac está formado por las localidades:
- Aladinići.
- Barane.
- Bjelojevići.
- Borojevići.
- Burmazi (en parte).
- Crnići-Greda.
- Crnići-Kula.
- Do (en parte).
- Hodovo (en parte).
- Hrgud (en parte).
- Komanje Brdo.
- Kozice.
- Kruševo.
- Ošanjići.
- Pješivac-Greda.
- Pješivac-Kula.
- Poplat.
- Poprati.
- Prenj.
- Rotimlja.
- Stolac.
- Trijebanj.

## Demografía
En el año 2009 la población del municipio de Stolac era de 13 227 habitantes. La superficie del municipio es de 331 kilómetros cuadrados, con lo que la densidad de población era de 40 habitantes por kilómetro cuadrado.